# عنبر غابر
العنبر الغابر (الاسم العلمي:†Priscophyseter) هو جنس منقرض من الحيتانيات يتبع فصيلة حيتان العنبر من رتبة مزدوجات الأصابع.